# Фельзенкирхе (Идар-Оберштайн)
Фельзенкирхе в Идар-Оберштайне (нем. Felsenkirche — «церковь в скале») — церковь, построенная в 1482—1484 годах на склоне скалы, возвышающейся над Оберштайном — частью современного немецкого города Идар-Оберштайн, расположенного на реке Наэ на территории федеральной земли Рейнланд-Пфальц. Скала, на которой находится церковь, получила название Кирхенфельзен (нем. Kirchenfelsen), а на её вершине находятся развалины замка-крепости Боссельштайн (нем. Burg Bosselstein), построенного в XII веке.

## История и архитектура

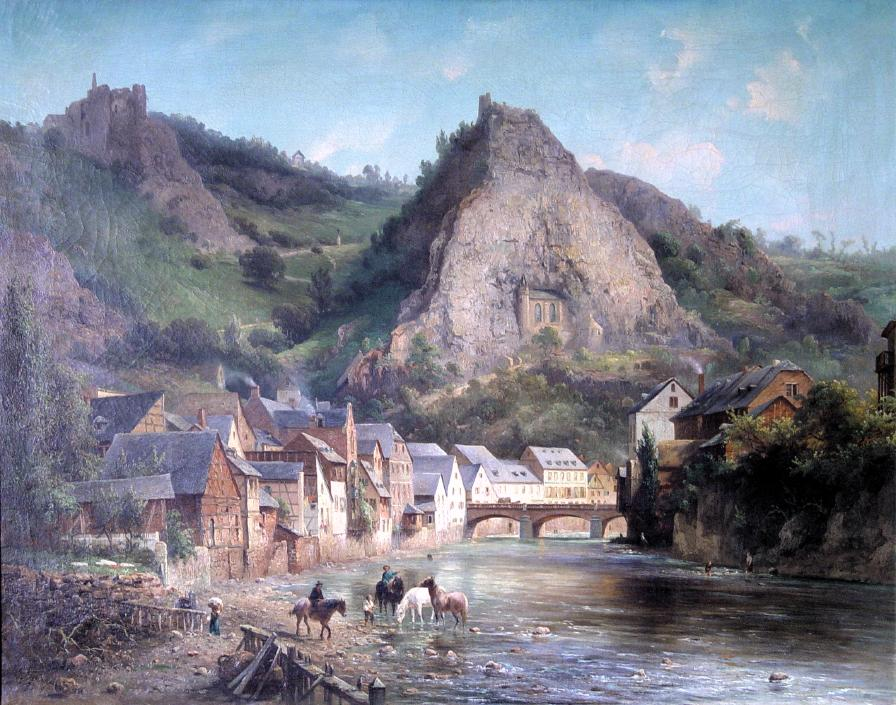
«Вид на Оберштайн», картина Альберта ван Пройена (Albert Jurardus van Prooyen), примерно 1875

Церковь была построена в 1482—1484 годах по повелению Вириха IV фон Даун-Оберштайна (Wyrich IV. von Daun-Oberstein). Она была сооружена в естественном углублении в скале.
В 1980—1981 годах ко входу в церковь через скалу был построен тоннель.

## Легенда
В источниках в разных вариантах приводится легенда о постройке первой часовни на месте Фельзенкирхе.
В середине XII века в замке Боссельштайн жили два брата — Вирих и Эмих. Оба были влюблены в Берту фон Лихтенбург. Когда Вирих узнал о том, что его младший брат Эмих тоже влюблен в Берту, он в ярости выбросил Эмиха в окно замка. Страдая от чувства тяжёлой вины, через много лет Вирих признался в своём преступлении аббату. Для искупления своего греха он должен был построить часовню на том месте, где погиб его брат. Когда часовня была построена, Вирих попросил Бога подать ему знак о прощении, и тогда из скалы забил источник (который течёт оттуда до сих пор). При освящении капеллы Вирих замертво упал у алтаря.

## Фотогалерея

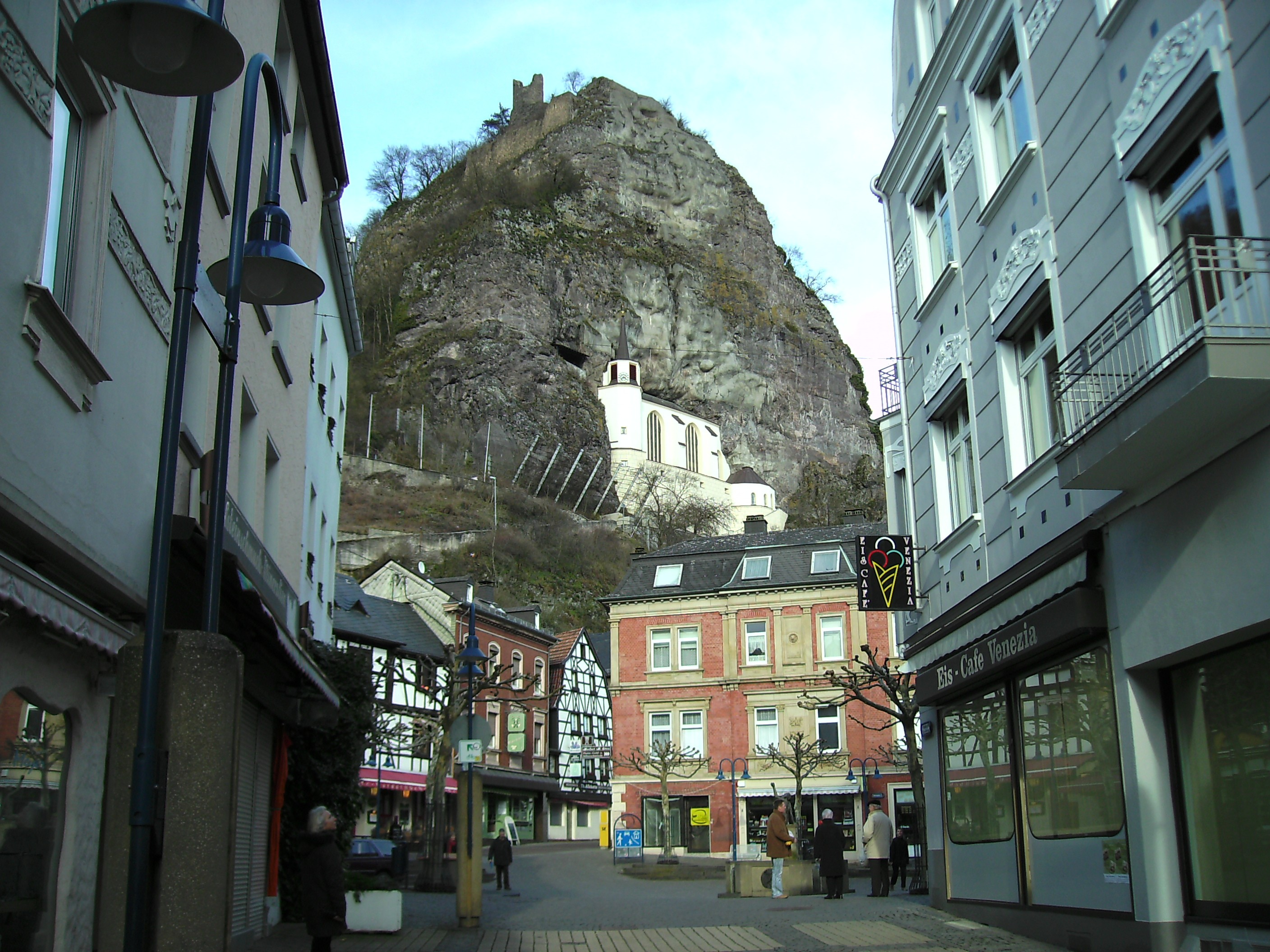
Фельзенкирхе возвышается над старой частью города Идар-Оберштайн
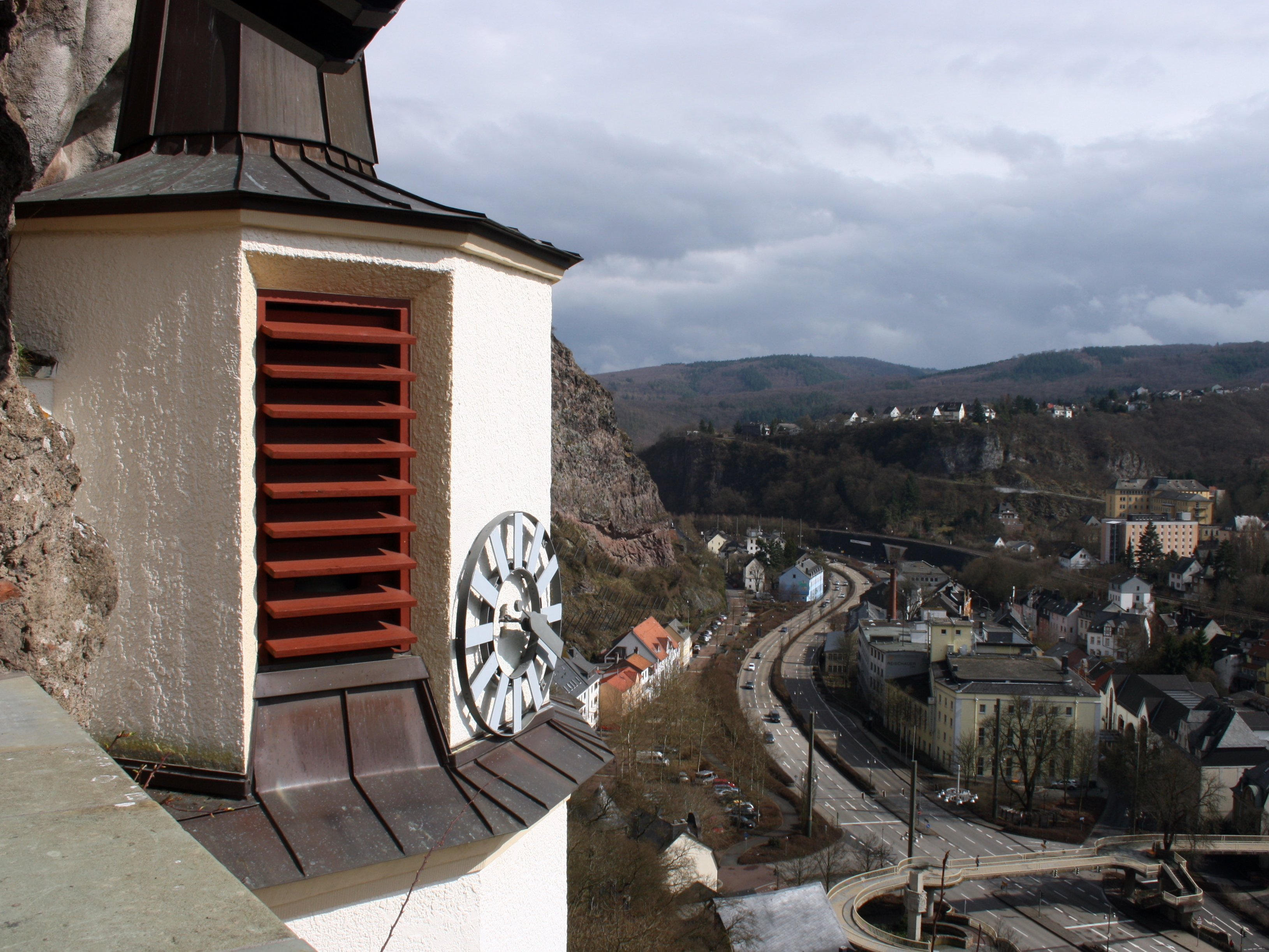
Вид на восток от верхней части церкви
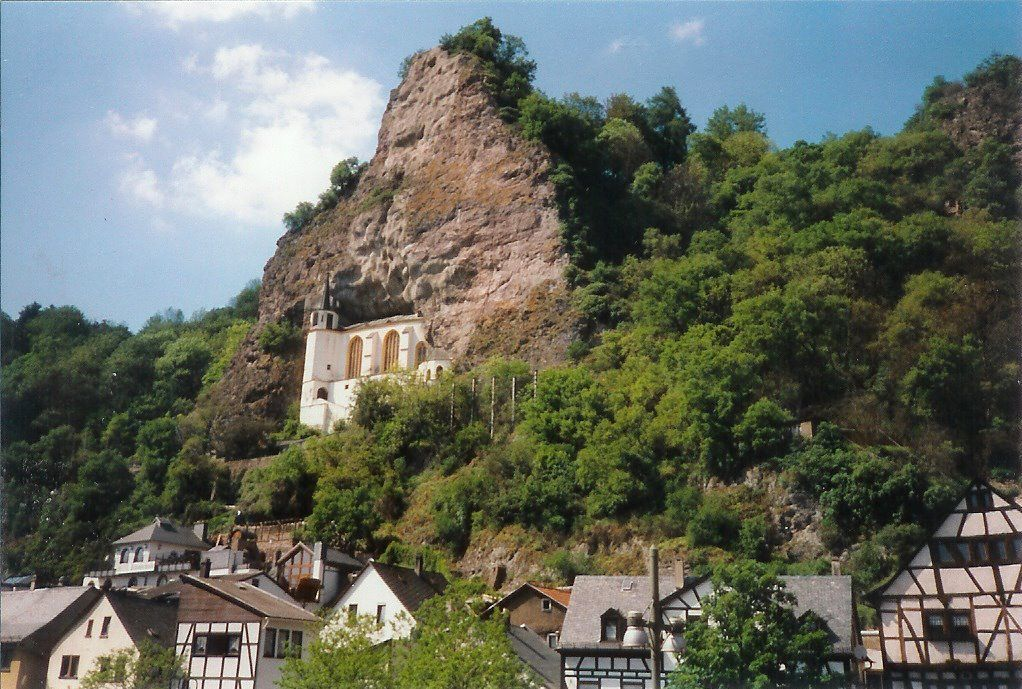
Фельзенкирхе и скала Кирхенфельзен
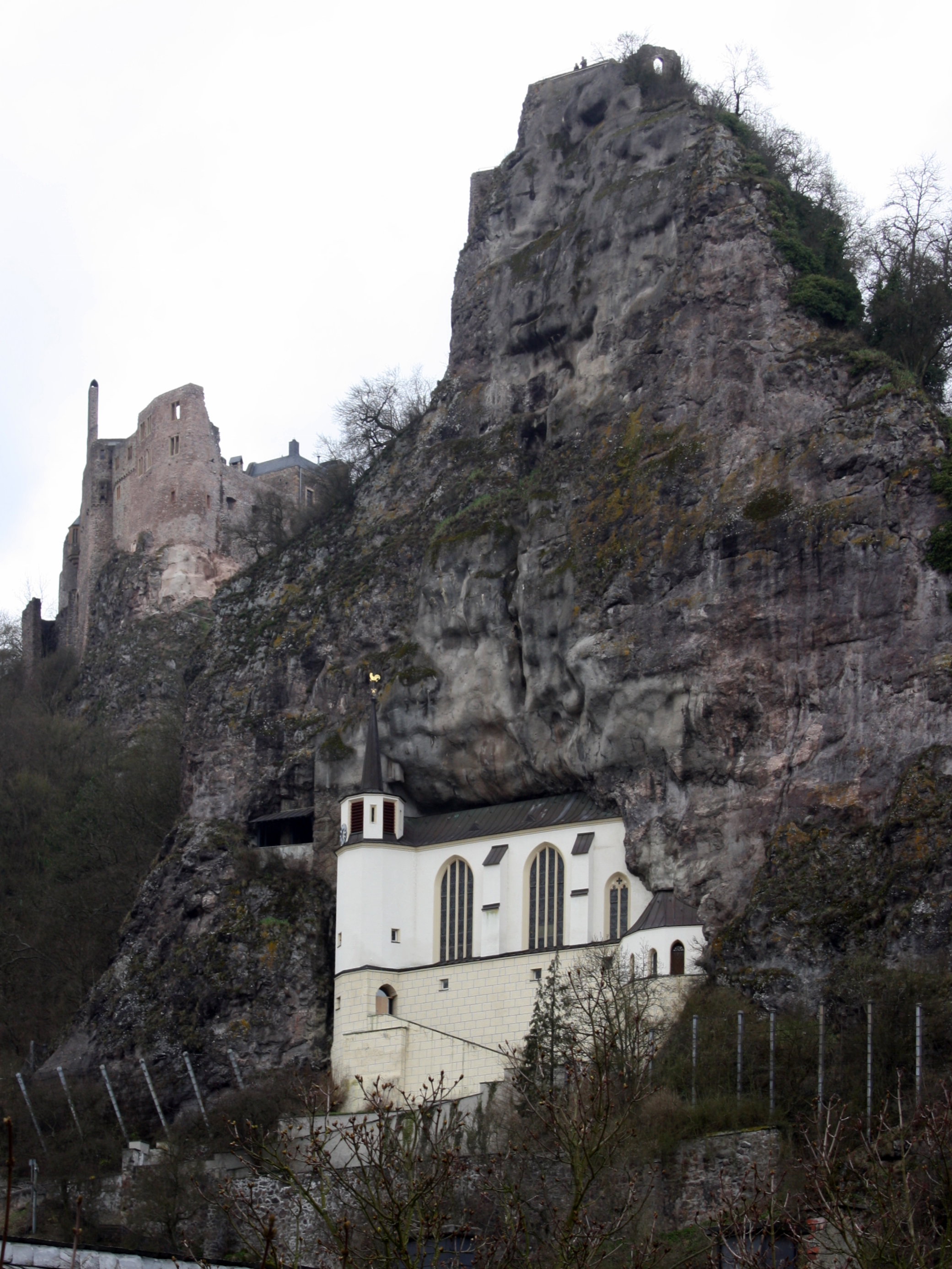
Фельзенкирхе и (слева на заднем плане) замок Оберштайн
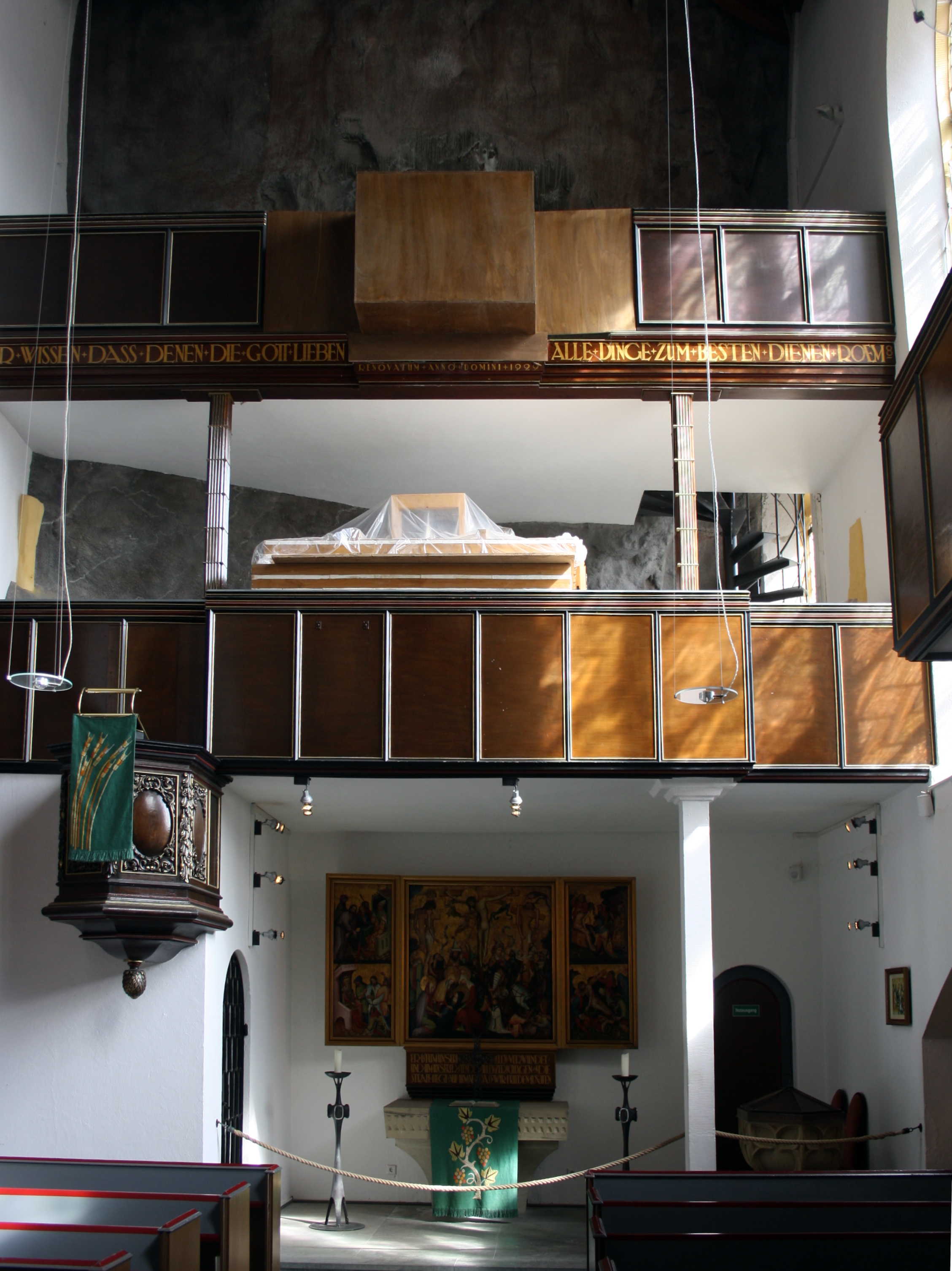
Внутренний вид Фельзенкирхе
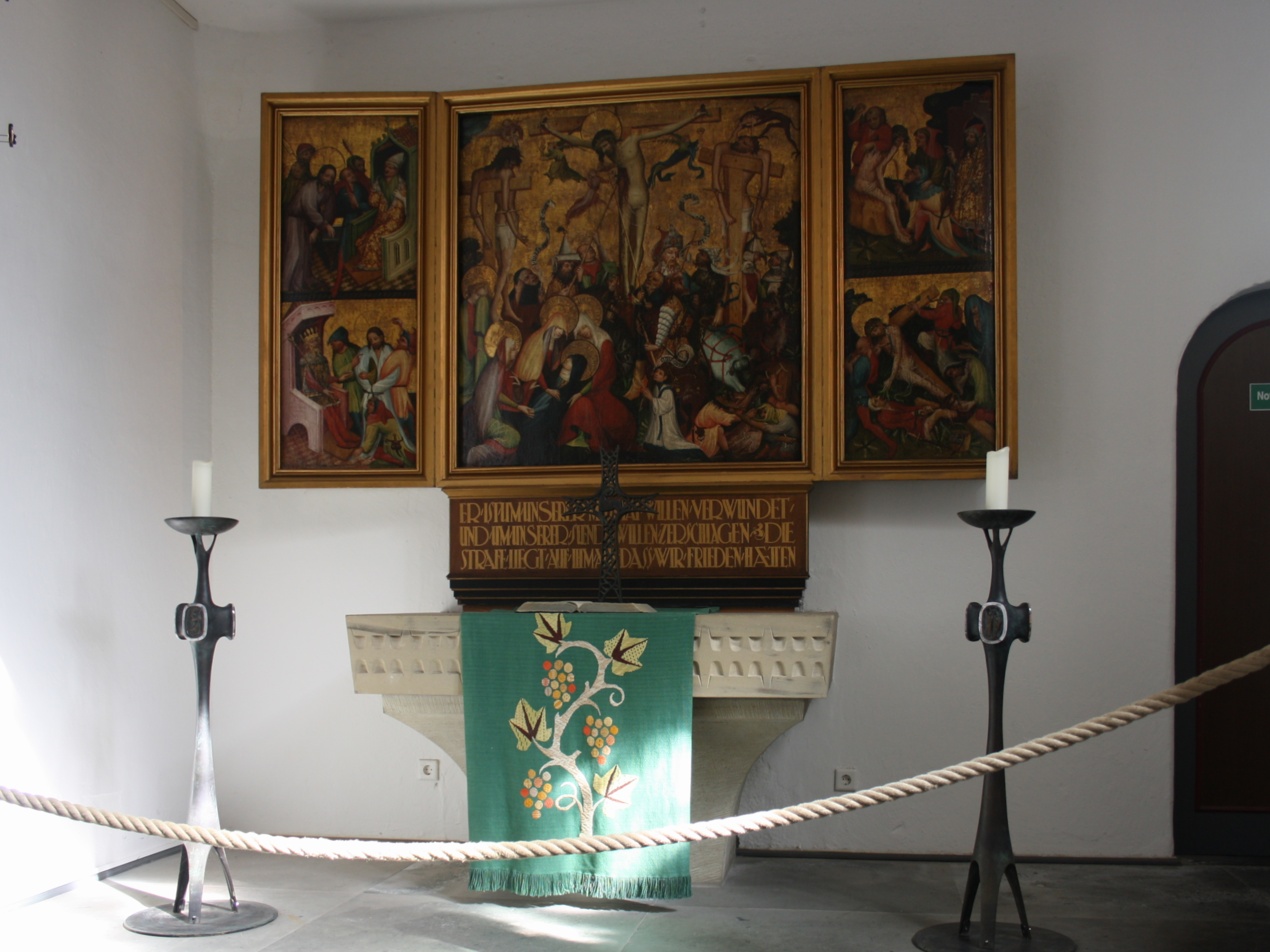
Алтарь в Фельзенкирхе
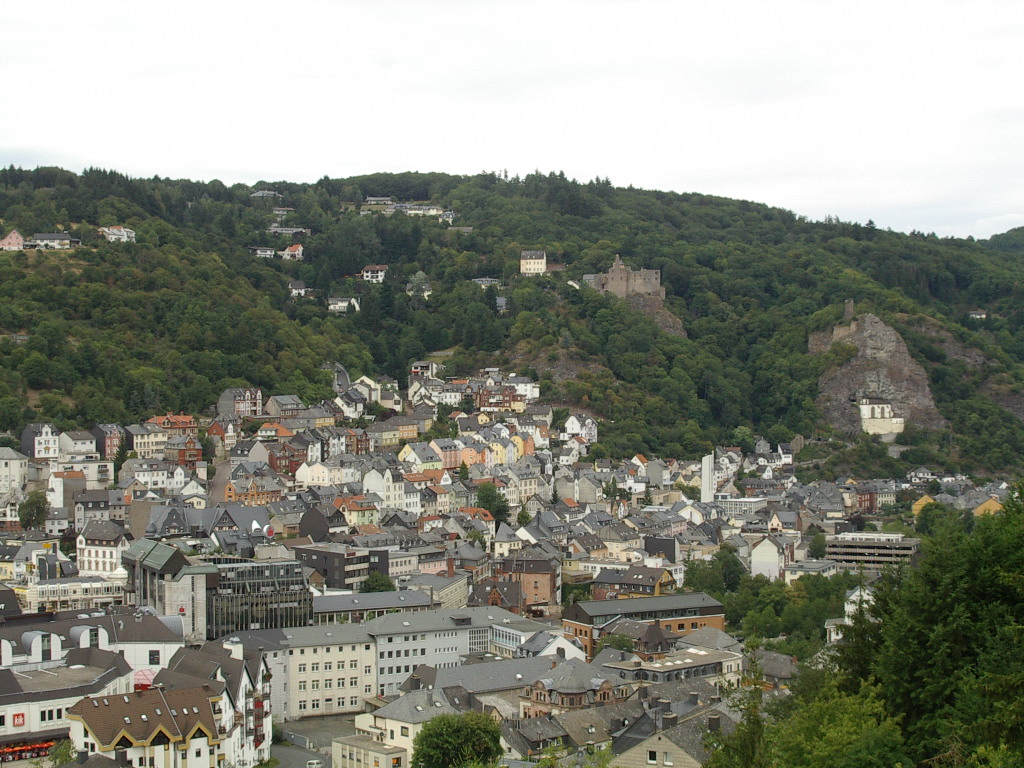
Панорама города Идар-Оберштайн с Фельзенкирхе в правой части
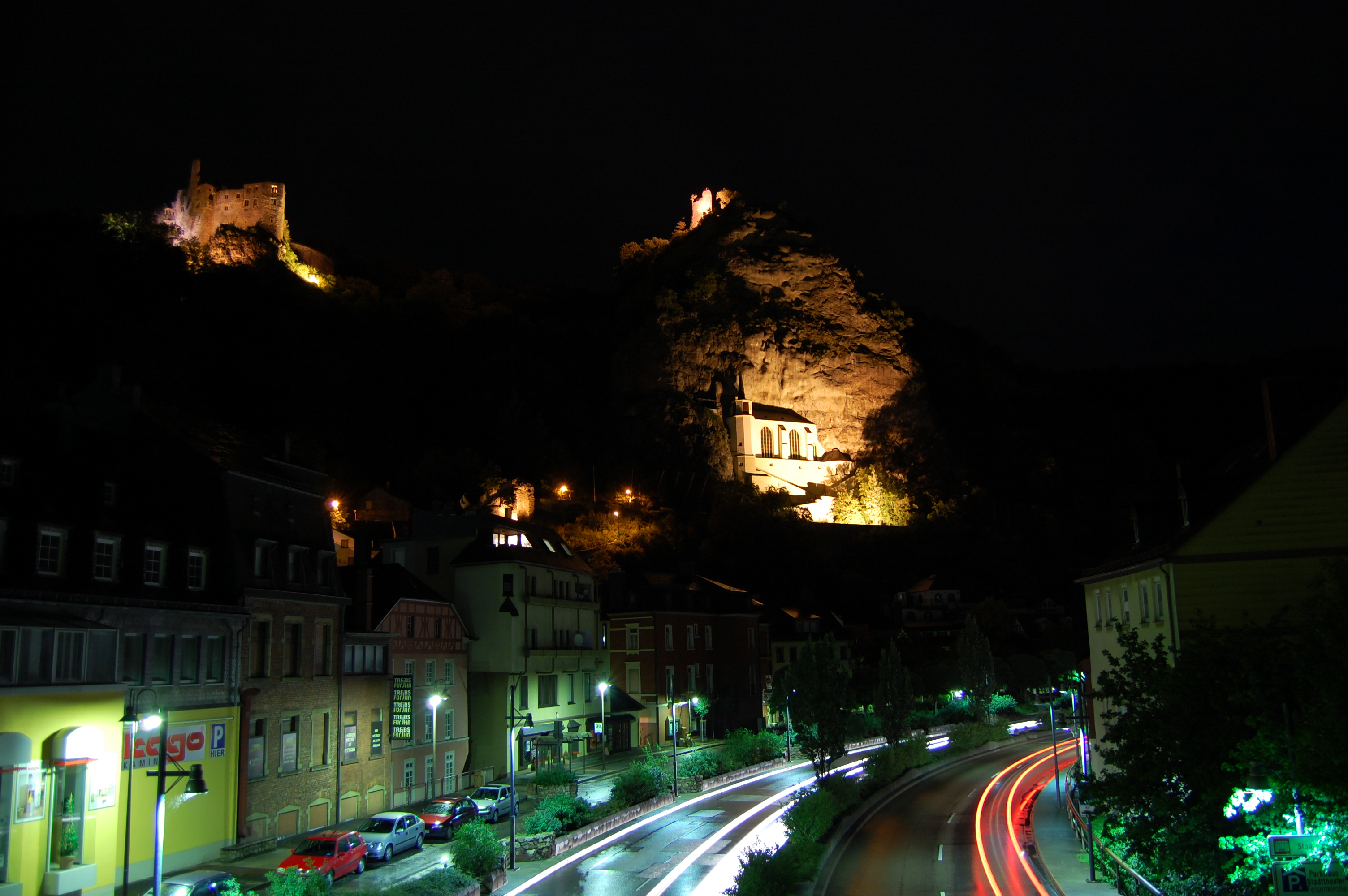
Идар-Оберштайн ночью: освещены Фельзеркирхе и замки Боссельштайн и Оберштайн